# Julius Maslovat
Julius Maslovat (Piotrków Trybunalski, 17 giugno 1942) è un ingegnere e scultore polacco naturalizzato finlandese e canadese, di famiglia ebraica, superstite dell'Olocausto. Nato come Yidele Henechowicz nel ghetto di Piotrków Trybunalski, è a due anni il più piccolo deportato a giungere al campo di concentramento di Buchenwald. Fu liberato dal campo di concentramento di Bergen-Belsen e adottato come orfano dopo la guerra da una famiglia ebraica finlandese.

## Biografia
Yidele Henechowicz nasce nel 1942 nel ghetto di Piotrków Trybunalski. I suoi genitori, Sara e David Henechowicz, si erano sposati a fine agosto 1939, solo tre giorni prima dell'inizio dell'invasione tedesca. Il ghetto di Piotrków Trybunalski fu il primo ad essere costituito. Vi vivevano oltre 20.000 persone, costrette a risiedere in soli 182 appartamenti. 
Nell'ottobre del 1942, quando Yidele ha solo pochi mesi di vita, gli abitanti del ghetto sono radunati: 18.000 di loro, inclusi Yidele e la madre, sono destinati a morire al campo di sterminio di Treblinka. Ad essere risparmiato è solo un gruppo di circa 3500 lavoratori e lavoratrici, tra cui il padre di Yidele. Sulla via verso la stazione, i suoi genitori si incrociano e la madre, ormai cosciente del destino che la attende, riesce a far passare il bambino al di là del filo spinato nelle braccia del marito.
Rimasto con il padre, il bambino è affidato alle cure di altri membri della famiglia rimasti in via e sfugge alle numerose retate e uccisioni. Nel novembre 1944 restano in vita nel ghetto ormai solo 1.000 persone. Di fronte all'avanzata dell'esercito russo i nazisti trasferirono tutti gli uomini rimasti a Buchenwald e le donne a Ravensbruck. Yidele giunge a Buchenwald con il padre. Con lui ci sono solo un'altra decina di bambini sopravvissuti al ghetto di Piotrków Trybunalski, incluso Coby Lubliner. Yidele è il bambino più piccolo di cui si sappia che sia giunto a Buchenwald. Non vi rimane però a lungo. Nel gennaio del 1945 viene inserito con Coby in un gruppo di 15 bambini che vengono trasferiti al campo di concentramento di Bergen-Belsen. Yidele non rivedrà più suo padre. 
Yidele è alloggiato con Coby e altri 100 bambini di Bergen-Belsen di età inferiore ai 14 anni in una baracca loro riservata sotto la supervisione di Luba Tryszynska e altre donne, prigioniere come loro, le quali fanno loro da mamme. Le condizioni di vita in questa sorta di nicchia protetta, dove erano ammesse anche ispezioni della Croce Rossa, erano molto difficili eppur migliori rispetto a quelle generali del campo dove la situazione era ora andata completamente fuori controllo e la fame e le malattie mietevano ogni giorno centinaia di vittime.
Dopo la liberazione di Bergen-Belsen il 15 aprile 1945, Yidele viene inviato dalla Croce Rossa in Svezia per convalescenza assieme ad altri 6000 prigionieri. Come orfano, viene adottato da una coppia ebrea finlandese. Con l'adozione riceve il suo nuovo nome (Julius Maslovat). Gli viene data anche una data di nascita fittizia (11 luglio 1942), non essendo reperibili i dati originali. Vive in Finlandia, completa i suoi studi universitari di ingegneria in Inghilterra e si trasferisce quindi in Canada, dove risiede con la propria famiglia.
Delle vicende belliche non ha alcun ricordo cosciente. Era troppo piccolo per ricordare. Alla fine degli anni novanta comincia per la prima volta ad interrogarsi sul proprio passato e riesce a  ricostruire tappa per tappa il cammino che da Piotrków Trybunalski lo ha condotto in Svezia. La sua ricerca lo  porta a consultare gli archivi in Germania, Polonia, Finlandia, Svezia e Stati Uniti. Visita anche Treblinka, Buchenwald e Bergen-Belsen. Nel corso degli anni, Maslovat è entrato in contatto con molti sopravvissuti, incluse alcune delle donne che si erano prese cura di lui a Bergen-Belsen.
Spesso è invitato a raccontare la sua vicenda personale in convegni di studi e in incontri nelle scuole.

## Filmati d'archivio
- Children at Belsen, su collections.ushmm.org. -- Il filmato riprende la vita dei Bambini di Bergen-Belsen dopo la liberazione, tra i quali si trova anche il piccolo Yidele.